# Preston Holder
Preston Holder (Wabash, 10 settembre 1907 – Lincoln, 3 giugno 1980) è stato un fotografo e archeologo statunitense.

## Biografia
Incontrò il fotografo Willard Van Dyke all'Università della California - Berkeley dove si era iscritto per studiare antropologia. Aveva già fatto parte fin dal 1926 del circolo letterario di Lowry C. Wimberly (1890-1959). Appare comunque evidente che già si cimentasse con la fotografia se Van Dyke lo introdusse nel gruppo di cui, tra gli altri, facevano parte fotografi quali Ansel Adams, Edward Weston, Imogen Cunningham nell'area di San Francisco, iniziando ad imitarne lo stile.

## Il gruppo f/64
Accadde una sera del 1932 a casa di Van Dyke che i sette fotografi, riuniti e un po' nauseati dal pittorialismo, cioè dal gusto imperante fino ad allora per lo sfuocato e le immagini velate e nebbiose, create appositamente per accreditarsi come artisti, decidessero di dar vita ad un nuovo modello di fotografia. Tra i sette c'era anche Holder che propose, quale nome del gruppo "US 256". Ad Adams piacque l'idea poiché significava chiudere l'otturatore per ottenere la massima definizione, ma il rischio era anche quello di creare confusione perché sembrava anche quello di una autostrada, perciò propose, secondo il nuovo standard fotografico, il nome, che poi diventerà celebre, "f/64", cioè immagini ben nitide e che non derivassero da altre forme d'arte. Nello stesso anno Holder partecipò alla prima mostra del Gruppo f/64 al De Young Memorial Museum di San Francisco, con quattro stampe.

## Archeologo
Holder continuò a fotografare nel tempo libero ma si laureò in archeologia nel 1935 e pare che nel 1940 avesse ormai abbandonato la fotografia per dedicarsi completamente alla sua professione. Infatti, non sono noti documenti e giornali che riportino mostre e immagini da lui realizzate in quegli anni.

Con l'aiuto del collega Antonio J. Waring Jr., Preston Holder iniziò gli scavi presso il sito preistorico di Irene Mound nel 1937 in Georgia.
Nel 1938 Holder scrisse anche Excavations on Saint Simons Island and Vicinity. Lasciò la Georgia nel gennaio del 1938. Nel 1951, conseguì il dottorato di ricerca dalla Columbia University. Le sue ricerche sono state oggetto di varie pubblicazioni accademiche. Morì a causa di un tumore.